# ProLiga 2017
ORLEN ProLiga 2017 – 11. edycja ProLigi, cyklu najważniejszych wyścigów kolarskich w Polsce (z wyjątkiem Tour de Pologne będącego częścią UCI World Tour). Zwycięzcą klasyfikacji generalnej został Marek Rutkiewicz, który wyprzedził Macieja Paterskiego i Kamila Zielińskiego.
Kalendarz ProLigi 2017 objął łącznie 18 wyścigów – wszystkie 15 wyścigów należących do UCI Europe Tour oraz szosowe mistrzostwa Polski (wyścig ze startu wspólnego i jazda indywidualna na czas) i górskie szosowe mistrzostwa Polski.
W ramach cyklu prowadzone były klasyfikacje indywidualne i drużynowe w kategoriach open oraz orlików/młodzieżowców (do lat 23). Punkty do klasyfikacji przyznawane były wyłącznie polskim zawodnikom z zespołów zarejestrowanych w UCI (UCI WorldTeams, UCI Professional Continental Teams i UCI Continental Teams) oraz drużyn krajowych posiadających licencję PZKOl, z pominięciem wyników osiągniętych przez kolarzy zagranicznych. Punktacja za poszczególne rezultaty była zróżnicowana w zależności od kategorii i typu wyścigu.
Cykl organizował Polski Związek Kolarski (PZKol), a sponsorem tytularnym był Polski Koncern Naftowy Orlen.
Sezon 2017 był ostatnim, w którym zorganizowano cykl ProLigi – rok później PZKol nie prowadził takich zmagań.

## Wyniki
Podano wyniki poszczególnych wyścigów wchodzących w skład ProLigi 2017 – zgodnie z regulaminem punkty do klasyfikacji końcowej cyklu zdobywali jednak wyłącznie polscy zawodnicy, a zawodnicy zagraniczni nie byli brani pod uwagę.
| ProLiga 2017              | ProLiga 2017 | ProLiga 2017                                    | ProLiga 2017 | ProLiga 2017                            | ProLiga 2017                               | ProLiga 2017                             | ProLiga 2017 |
| Data                      | Państwo      | Wyścig                                          | Kat.         | Zwycięzca                               | Drugie miejsce                             | Trzecie miejsce                          |              |
| ------------------------- | ------------ | ----------------------------------------------- | ------------ | --------------------------------------- | ------------------------------------------ | ---------------------------------------- | ------------ |
| 1 maj                     | Polska       | Memoriał Andrzeja Trochanowskiego               | 1.2          | Alois Kaňkovský (Elkov-Author)          | Grzegorz Stępniak (Wibatech 7R Fuji)       | Eryk Latoń (Team Hurom)                  |              |
| 2 maj                     | Polska       | Memoriał Romana Siemińskiego                    | 1.2          | Alois Kaňkovský (Elkov-Author)          | Alan Banaszek (CCC Sprandi Polkowice)      | Vojtěch Hačecký (Elkov-Author)           |              |
| 5 – 7 maja 2017           | Polska       | Szlakiem Grodów Piastowskich                    | 2.2          | Marek Rutkiewicz (Wibatech 7R Fuji)     | Leszek Pluciński (CCC Sprandi Polkowice)   | Emanuel Piaskowy (Team Hurom)            |              |
| 17 – 21 maja 2017         | Polska       | Bałtyk-Karkonosze Tour                          | 2.2          | Marek Rutkiewicz (Wibatech 7R Fuji)     | Wadim Pronski (Astana City)                | Adam Stachowiak (Voster Uniwheels Team)  |              |
| 1 – 4 czerwca 2017        | Polska       | Szlakiem Walk Majora Hubala                     | 2.1          | Maciej Paterski (CCC Sprandi Polkowice) | Kamil Zieliński (Domin Sport)              | Karol Domagalski (ONE Pro Cycling)       |              |
| 9 – 11 czerwca 2017       | Polska       | Małopolski Wyścig Górski                        | 2.2          | Maciej Paterski (CCC Sprandi Polkowice) | Paweł Bernas (Domin Sport)                 | Jonas Gregaard (Riwal Platform)          |              |
| 17 cze                    | Polska       | Memoriał Grundmanna i Wizowskiego               | 1.2          | Alan Banaszek (CCC Sprandi Polkowice)   | Konrad Geßner (Rad-net Rose)               | Sylwester Janiszewski (Wibatech 7R Fuji) |              |
| 18 cze                    | Polska       | Korona Kocich Gór                               | 1.2          | Łukasz Owsian (CCC Sprandi Polkowice)   | Mateusz Komar (Voster Uniwheels Team)      | Maciej Paterski (CCC Sprandi Polkowice)  |              |
| 21 cze                    | Polska       | Mistrzostwa Polski – jazda indywidualna na czas | CN           | Michał Kwiatkowski (Team Sky)           | Marcin Białobłocki (CCC Sprandi Polkowice) | Maciej Bodnar (Bora-Hansgrohe)           |              |
| 25 cze                    | Polska       | Mistrzostwa Polski – start wspólny              | CN           | Adrian Kurek (CCC Sprandi Polkowice)    | Marek Rutkiewicz (Wibatech 7R Fuji)        | Emanuel Piaskowy (Team Hurom)            |              |
| 28 czerwca – 1 lipca 2017 | Polska       | Wyścig Solidarności i Olimpijczyków             | 2.2          | Mateusz Komar (Voster Uniwheels Team)   | Paweł Cieślik (Elkov-Author)               | Adam Stachowiak (Voster Uniwheels Team)  |              |
| 25 – 29 lipca 2017        | Polska       | Dookoła Mazowsza                                | 2.2          | Alois Kaňkovský (Elkov-Author)          | Grzegorz Stępniak (Wibatech 7R Fuji)       | Emīls Liepiņš (Rietumu Banka-Riga)       |              |
| 12 sie                    | Polska       | Memoriał Henryka Łasaka                         | 1.2          | Alan Banaszek (CCC Sprandi Polkowice)   | Sylwester Janiszewski (Wibatech 7R Fuji)   | Artur Detko (Domin Sport)                |              |
| 13 sie                    | Polska       | Puchar Uzdrowisk Karpackich                     | 1.2          | Maciej Paterski (CCC Sprandi Polkowice) | Paweł Bernas (Domin Sport)                 | Marek Rutkiewicz (Wibatech 7R Fuji)      |              |
| 19 sie                    | Polska       | Puchar Ministra Obrony Narodowej                | 1.2          | Alois Kaňkovský (Elkov-Author)          | Eryk Latoń (Team Hurom)                    | Sylwester Janiszewski (Wibatech 7R Fuji) |              |
| 20 sie                    | Polska       | Szlakiem Wielkich Jezior                        | 1.2          | Marek Rutkiewicz (Wibatech 7R Fuji)     | Andris Vosekalns (Rietumu Banka-Riga)      | Josef Černý (Elkov-Author)               |              |
| 26 sie                    | Polska       | Górskie szosowe mistrzostwa Polski              | CN           | Mateusz Taciak (CCC Sprandi Polkowice)  | Adam Stachowiak (Voster Uniwheels Team)    | Emanuel Piaskowy (Team Hurom)            |              |
| 17 wrz                    | Polska       | Visegrad 4 Bicycle Race Grand Prix Poland       | 1.2          | Kamil Zieliński (Domin Sport)           | Rok Korošec (Amplatz-BMC)                  | Sylwester Janiszewski (Wibatech 7R Fuji) |              |

## Klasyfikacje końcowe
Opracowano na podstawie:

### Klasyfikacja generalna
| Klasyfikacja punktowa | Klasyfikacja punktowa | Klasyfikacja punktowa | Klasyfikacja punktowa | Klasyfikacja punktowa |
| Kolarz                | Kolarz                | Państwo               | Drużyna               | Punkty                |
| --------------------- | --------------------- | --------------------- | --------------------- | --------------------- |
| 1.                    | Marek Rutkiewicz      | Polska                | Wibatech 7R Fuji      | 416 pkt               |
| 2.                    | Maciej Paterski       | Polska                | CCC Sprandi Polkowice | 300 pkt               |
| 3.                    | Kamil Zieliński       | Polska                | Domin Sport           | 208 pkt               |
| 4.                    | Alan Banaszek         | Polska                | CCC Sprandi Polkowice | 207 pkt               |
| 5.                    | Paweł Bernas          | Polska                | Domin Sport           | 191 pkt               |
| 6.                    | Adam Stachowiak       | Polska                | Voster Uniwheels Team | 188 pkt               |
| 7.                    | Grzegorz Stępniak     | Polska                | Wibatech 7R Fuji      | 179 pkt               |
| 8.                    | Emanuel Piaskowy      | Polska                | Team Hurom            | 167 pkt               |
| 9.                    | Mateusz Komar         | Polska                | Voster Uniwheels Team | 158 pkt               |
| 10.                   | Adrian Kurek          | Polska                | CCC Sprandi Polkowice | 153 pkt               |

### Klasyfikacja młodzieżowa
| Klasyfikacja młodzieżowa | Klasyfikacja młodzieżowa | Klasyfikacja młodzieżowa | Klasyfikacja młodzieżowa | Klasyfikacja młodzieżowa |
| Kolarz                   | Kolarz                   | Państwo                  | Drużyna                  | Punkty                   |
| ------------------------ | ------------------------ | ------------------------ | ------------------------ | ------------------------ |
| 1.                       | Alan Banaszek            | Polska                   | CCC Sprandi Polkowice    | 207 pkt                  |
| 2.                       | Szymon Tracz             | Polska                   | Wibatech 7R Fuji         | 60 pkt                   |
| 3.                       | Piotr Brożyna            | Polska                   | CCC Sprandi Polkowice    | 45 pkt                   |
| 4.                       | Piotr Konwa              | Polska                   | TC Chrobry Saroni Głogów | 42 pkt                   |
| 5.                       | Damian Sławek            | Polska                   | GKS Cartusia             | 40 pkt                   |
| 6.                       | Kamil Małecki            | Polska                   | CCC Sprandi Polkowice    | 40 pkt                   |
| 7.                       | Tobiasz Pawlak           | Polska                   | Klub Kolarski Tarnovia   | 32 pkt                   |
| 8.                       | Szymon Sajnok            | Polska                   | Attaque Team Gusto       | 30 pkt                   |
| 9.                       | Stanisław Aniołkowski    | Polska                   | Team Hurom               | 21 pkt                   |
| 10.                      | Norbert Banaszek         | Polska                   | Kolss                    | 20 pkt                   |

### Klasyfikacja drużynowa
| Klasyfikacja drużynowa punktowa | Klasyfikacja drużynowa punktowa    | Klasyfikacja drużynowa punktowa | Klasyfikacja drużynowa punktowa |
| Drużyna                         | Drużyna                            | Państwo                         | Punkty                          |
| ------------------------------- | ---------------------------------- | ------------------------------- | ------------------------------- |
| 1.                              | Wibatech 7R Fuji                   | Polska                          | 729 pkt                         |
| 2.                              | CCC Sprandi Polkowice              | Polska                          | 660 pkt                         |
| 3.                              | Voster Uniwheels Team              | Polska                          | 399 pkt                         |
| 4.                              | Domin Sport                        | Polska                          | 396 pkt                         |
| 5.                              | Hurom                              | Polska                          | 300 pkt                         |
| 6.                              | GKS Cartusia                       | Polska                          | 55 pkt                          |
| 7.                              | TC Chrobry Saroni Głogów           | Polska                          | 42 pkt                          |
| 8.                              | Klub Kolarski Tarnovia             | Polska                          | 38 pkt                          |
| 9.                              | ALKS Stal Ocetix Iglotex Grudziądz | Polska                          | 17 pkt                          |
| 10.                             | Pogoń Mostostal Puławy             | Polska                          | 12 pkt                          |